# خرمال أبيض الأزهار
خرمال أبيض الأزهار (الاسم العلمي: Diospyros albiflora) هو نوع من النباتات يتبع جنس الخرمال من الفصيلة الأبنوسية.